# Трутовский, Владимир Евгеньевич
Владимир Евгеньевич Трутовский (1889, Константиноград, Полтавская губерния — 4 октября 1937, Москва) — российский революционер, один из организаторов партии левых эсеров и член её ЦК, народный комиссар местного самоуправления РСФСР с декабря 1917 по март 1918.

## Биография
Родился в 1889 году в Константинограде Полтавской губернии. Происходил из дворян.
В 1908 году окончил 4-ю Харьковскую гимназию и поступил на юридический факультет Харьковского университета. В партию эсеров вступил в 1907 году. В 1909—1910 годах начал писать очерки для провинциальных газет. 10 декабря 1910 года был арестован за участие в революционной пропаганде и в 1911 г. осуждён к административной высылке на три года под гласным надзором полиции в Онегу (Архангельская губерния). В августе 1911 года ему разрешили посетить Архангельск для лечения. Его включили в группу по разработке архивных документов переписи населения 1775 года. Сотрудничал в местных журналах «Известия Архангельского Общества изучения Русского Севера» и «Архангельские городские известия». Его статьи посвящались вопросам освоения Мурмана, строительства железных дорог в крае, развития кооперации и земств. В июне 1912 года отправлен обратно в Онегу. После окончания срока ссылки уехал в Санкт-Петербург. В 1914 году опубликовал книгу «Современное земство». Редактировал газеты петербургской организации эсеров «Бодрая мысль», «Смелая мысль», был официальным издателем журнала «Современник» в 1914—1915 г..
В 1917 году член Петербургского Комитета ПСР. С августа 1917 г. член редколлегий газеты «Земля и Воля» и журнала «Наш Путь». В 1917 член ЦК ПСР, делегат III съезда ПСР, на IV съезде совместно с И. 3. Штейнбергом огласил резолюцию о недоверии ЦК и покинул съезд. Вошёл в ЦК партии левых эсеров, после I-го и II-го съездов ПЛСР являлся членом финансовой и издательской комиссий ЦК ПЛСР. Член Исполкома Всероссийского Совета крестьянских депутатов. Избран в ноябре 1917 года во Всероссийское учредительное собрание по списку Уфимского Совета крестьянских депутатов. Член ВЦИК 2—4-го созывов. С 18 (31) декабря 1917 по 18 (31) января 1918 народный комиссар местного самоуправления Российской Советской Республики, а затем по 18 марта 1918 года — народный комиссар местного самоуправления РСФСР, член СНК РСФСР. В этой должности, несмотря на требование передать всю полноту власти Советам, неохотно расставался с приоритетом городских и земских учреждений.
В июле 1918 года принимал участие в левоэсеровском мятеже. После ликвидации мятежа скрывался под Москвой и в Казани. 27 ноября 1918 г. Верховным ревтрибуналом при ВЦИК заочно приговорен к 3 годам тюремного заключения. Арестован в феврале 1920 г. в Петрограде, но вскоре освобожден вследствие подписания «Тезисов ЦК ПЛСР» о единстве революционного фронта.
Слушатель Восточного факультета Академии Генштаба РККА, член редколлегии журнала «Знамя». Вновь арестован 10 марта 1921 г. по тому же делу и отбывал ранее назначенный срок тюремного заключения. По окончании срока в 1923 году приговорен к ссылке в Пржевальск (Туркестанская Социалистическая Советская Республика) на 3 года. В знак протеста против этого приговора, находясь в Лефортовской тюрьме пытался покончить жизнь самосожжением. В 1925—1926 годах жил в Полтаве, руководил нелегальной деятельностью ПЛСР.
В 1926 году сослан в Краснококшайск (ныне Йошкар-Ола), затем находился в ссылках в Шадринске, Алма-Ате, Оренбурге. В 1937 жил в Алма-Ате, работал экономистом. В 1920—1930-е годы  написал книгу «Сорочинская трагедия», а также ряд фрагментов мемуаров, которые закончил в ссылке в Алма-Ате. Рукопись была изъята во время его ареста и до сих пор не обнаружена.
Арестован 7 февраля 1937 года. Приговорен Военной коллегией Верховного суда СССР 4 октября 1937 года по статьям 58-8, 58-11 УК РСФСР к высшей мере наказания и в тот же день расстрелян. Реабилитирован 7 августа 1992 года Генеральной прокуратурой Республики Казахстан. В ныне опубликованных показаниях на следствии дал подробную картину работы левоэсеровского подполья в 1917-1937 гг.

## Семья
1-я жена — Трутовская Мария Александровна.
2-я жена— Попова Клавдия Васильевна, 1896 года рождения, русская. Уроженка Челябинской обл., Мишкинский р-н,  с.Введенское. Проживала с мужем в Алма-Атинской обл., г. Алма-Ата. Образование: среднее. Работала ст. бухгалтером. После расстрела мужа 23.10.1937 года арестована НКВД Каз.ССР как ЧСИР. Осуждена 29.12.1937 года ОСО при НКВД СССР по ст. 58-11 УК РСФСР  к лишению свободы в ИТЛ сроком на 8 лет. Отбыла срок в Карлаге, лагерном отделении "АЛЖИР", освободилась 23 октября 1945 г. Реабилитирована за отсутствием состава преступления 10.08.1957 года Верховным судом Каз.ССР.

## Сочинения
- Трутовский, В. Е. Современное земство. Пг., 1914.
- Трутовский В. Сорочинская трагедия. М. Изд-во всесоюзного общества политкаторжан и сс.-поселенцев. 1926